# Leonid Bartenev
Leonid Bartenev (Poltava, Unión Soviética, 10 de octubre de 1933 - 17 de noviembre de 2021) fue un atleta soviético, especializado en la prueba de 4 x 100 m en la que llegó a ser subcampeón olímpico en 1960.

## Carrera deportiva
En los JJ. OO. de Roma 1960 ganó la medalla de plata en los relevos 4 x 100 metros, con un tiempo de 40.1 segundos, tras Alemania que con 39.5 segundos igualaba el récord del mundo, y por delante de Reino Unido, siendo sus compañeros de equipo: Gusman Kosanov, Yuriy Konovalov y Edvin Ozolin.

## Distinciones
- Maestro emérito del deporte de URSS (1955)
- Orden de la Insignia de Honor